# Real Academia Asturiana de las Artes y las Letras
La Real Academia Asturiana de las Artes y las Letras (en asturiano, Real Academia Asturiana de les Artes y les Lletres) fue una institución creada en la villa de Gijón (España) el 10 de febrero de 1919 bajo la presidencia de honor del Príncipe de Asturias.

## Origen
En el Gijón de aquella época era donde convergían la mayoría de los escritores en lengua asturiana. Eran los años del Rexonalismu, con intereses claramente culturales, habiendo recibido aportes del Carlismo. Escritores y personas preocupadas por la cuestión lingüística asturiana (muchas personas vinientes de estas dos corrientes se refugiaron en ella) la mantuvieron como elemento importante. 
Fue de esta manera como el idioma, junto a la música asturiana, fue el principal elemento de estudió para muchos intelectuales asturianistas y universitarios.
1919 fue, asimismo, el año en que se creó la Real Academia de la Lengua Vasca; en Asturias desde Jovellanos había una idea para la creación de una institución para el estudio y fijación del idioma autóctono. 
Todo eso acabó con la creación de la Real Academia Asturiana.

## Lema
El lema de la Real Academia Asturiana de las Artes y las Letras era "Academia Asturiana de Artes y Letras, investiga, conserva y purifica".

## Composición
Componían la Academia las personas siguientes:
Presidente Honorario:
- S. A. R. el Sermo. Príncipe de Asturias.

Académicos Honorarios
- Excmo. Sr. Conde de Revillagigedo
- Excmo. Sr. Marqués de Canillejas
- Ilmo. Sr. Fermín Canella Secades, cronista de Asturias

Académicos de número:
- Presidente: D. Fabriciano González Fabricio
- Vicepresidente: D. Francisco Rúa
- Secretario: Sr. Vizconde de Campo Grande
- Archivero: Francisco González Prieto Pachu'l péritu
- Calixto de Rato y Roces
- Carlos Cienfuegos Jovellanos
- Eustaquio Abad y Corrales
- Emilio Robles Pachín de Melás
- Manuel Daniel Antuña
- Enrique García Rendueles (Presbítero)
- Don Ángel de la Viña Corral
- José García Peláez Pepín de Pría
- Alfredo García Adeflor
- Wenceslao García González
- Moisés Díaz
- Conde de la Vega del Sella
- Acevedo Huelves
- Cipriano Pedrosa

Correspondientes:
- Marcos del Torniello (Avilés)
- J. M. Álvarez Acevedo, (La Habana)
- Constantino Cabal, (Director de El Oriente de Asturias, Llanes)

Grupo femenino:
- Eva Canel
- Consuelo Cienfuegos Jovellanos
- María Luisa Castellanos

## Objetivos
De acuerdo a su reglamento aprobado el 15 de marzo de ese año, la Real Academia tiene por ámbito para realizar su trabajo lo siguiente:
- 1. Hacer un diccionario y una gramática del idioma asturiano, además de publicar una revista.
- 2. Ocuparse de la poesía y la literatura asturiana.
- 3. Dedicarse a fomentar el Teatro en asturiano.
- 4. Encargase del estudio de la música popular asturiana.

## Disolución
Con la crisis económica de los años 1930 y la propia crisis del asturianismo cultural a finales de los años 1920 la Real Academia fue poco a poco muriendo; por falta de apoyo económico por un lado, por otro, por la falta de apoyos de una clase fuerte burguesa, cosa que en el caso vasco o catalán no ocurrió.
Sin embargo, muchos de los académicos recogieron sus inquietudes asturianistas bajo el paraguas del RIDEA, creado en el 1945, que, a través de sus monografías dialectales y de su literatura costumbrista, hizo las veces de institución lingüística del asturiano, resguardando a los estudiosos, hasta la aparición del Surdimientu.